# Mukendi Tshungula
Mukendi Tshungula est le ministre de l'Industrie et des PME de la République démocratique du Congo. Il a remplacé Jean Mbuyu Luyongola à ce poste par le décret n°5/159 du 18 novembre 2005, portant réaménagement du gouvernement de la transition.